# Down-szindróma

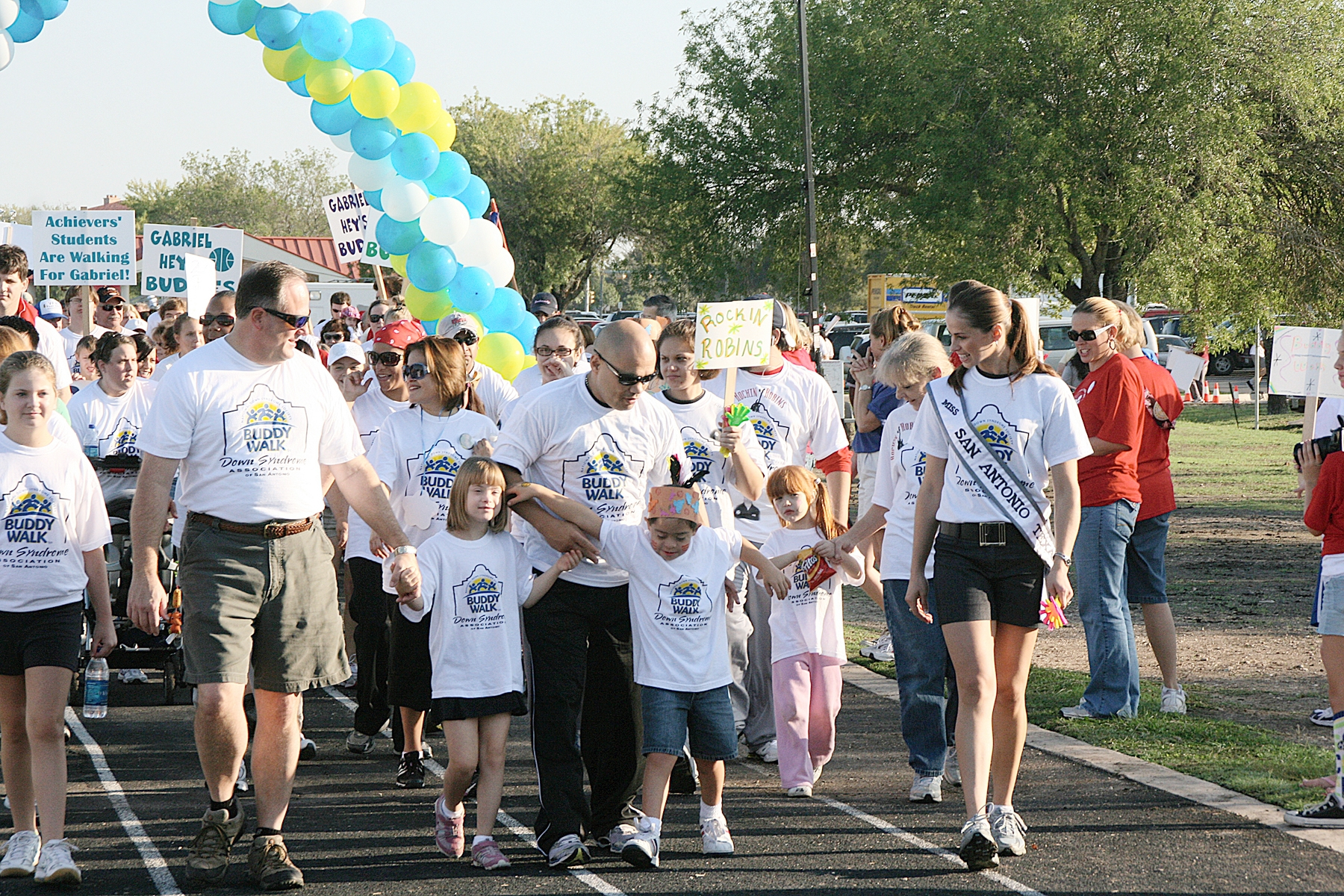
Baráti séta a Down-szindrómás gyermekekért, San Antonio, USA (2009)

A Down-szindróma (kevésbé szakszerűen, pontatlanabbul Down‑kór, vagy régi, elavult nevén mongol idiotizmus) egy veleszületett kromoszóma-eltérés, ami a 21. kromoszómapár hibás osztódásának következtében jön létre. Többnyire középsúlyos vagy enyhe értelmi fogyatékossággal jár, és különböző egészségi problémákkal társulhat.
A Down-szindróma nevét John Langdon Down angol orvos után kapta, aki 1866-ban elsőként írta le klinikailag a tünetegyüttest. Langdon egyes külső antropológiai megjelenésből eredő hasonlóságok alapján (a „mandulavágású” szemforma, belső szemzugban megjelenő úgynevezett mongolredő, lapos széles orrnyereg és rövid orr, valamint a lapos arc és arccsont, fogsor, fogak alakja és formája, lapos tarkó, a test méretéhez képest rövidebb végtagok) helytelenül úgy gondolta, a betegség lényege a mongoloid nagyrasszra való visszaütés, ebből ered a hibás és ma már elfogadhatatlan „mongoloid idióta” („mongolidiotizmus”, „mongolizmus”) elnevezés.

## Jellemzők

### Lehetséges külső jegyek
- A szemhéjon található ún. belső szemredő
- „Mandulavágású” szemforma
- Lapos arccsont
- Lapított rövid orr széles orrnyereggel.
- A két fogsor kissé előre álló, metszőfogak és a szemfogak az őrlőfogakhoz képest nagyok
- Brushfield-pontok (apró fehér foltok a szivárványhártyán)
- Gyenge izomtónus (hipotónia)
- Laza ízületek (hiperflexibilitás)
- A test méretéhez képest szokottnál rövidebb végtagok és ujjak
- Egy ujjperccel rövidebb és befelé hajló kisujj
- Tenyéren áthaladó keresztvonal (négyujjas redő)
- A nagylábujj és a mellette lévő ujj közötti rés nagyobb
- Az átlagosnál kisebb fej
- Lapos tarkó
- Kicsi száj, orr, fül
- Elálló fülek
- Lassabb testi gyarapodás
- Alacsony növés

### Lehetséges egészségi problémák
Az előfordulásuk gyakorisága szerint:
- hallási problémák (75%-ban fordul elő, leggyakoribb az enyhe vezetéses halláscsökkenés)
- középfülgyulladás (50-70%)
- alvási légzéskimaradás (50-75%)
- látásproblémák (60%)
- szívfejlődési eltérések (40-50%, ennek kb. 20%-a súlyos rendellenesség)

A Down-szindrómások kisebb részénél, de a tipikusnál még mindig gyakrabban fordul elő:
- az emésztőszervek fejlődési rendellenessége (12%)
- a pajzsmirigy működésének zavara (4-18%)
- vérképzési zavarok (1-10% között)
- epilepszia (1-13%)
- gluténérzékenység (5%)

Idősebb korban a szokottnál korábban és nagyobb számban jelentkezhetnek az Alzheimer-kór tünetei.
A Down-szindrómások IQ-ja változó, átlagosan 50 körüli. Legismertebb, bár nem a leggyakoribb egészségi problémájuk a szívfejlődési rendellenesség. Egyes európai statisztikák szerint a Down-szindrómások 40-50%-a szívfejlődési rendellenességgel születik, ennek 20%-a súlyos rendellenesség. Down-szindrómás gyerekeknél az átlagpopulációnál gyakrabban fordulnak elő bizonyos betegségek, leggyakrabban (70%-ban) hallásproblémák, alvási légzéskimaradás (50-75%) és látásproblémák (60%), de a rendellenességek rendszeres szűrésén és kezelésén felül nem kívánnak külön gondozást. Az életkor előrehaladtával nő az Alzheimer-kór kialakulásának esélye. Az idősebb Downosokra jellemző alacsonyabb átlagéletkor nagyrészt a kezeletlenül hagyott szívhibáknak tulajdonítható. A mai műtéti technikákkal hatásosabban tudják gyógyítani a szívhibákat, ami meghosszabbítja életüket és javítja életminőségüket. A jó egészségi állapot fenntartása és fejlesztése alapvető feltétele a minőségi életnek.
A fenti problémák kiszűrése és időben elkezdhető kezelése céljából a Down-szindrómásoknak rendszeres szűréseken kell részt venniük. A korábban jellemző alacsonyabb átlagéletkor nagyrészt a kezeletlenül hagyott szívfejlődési eltéréseknek volt tulajdonítható. A mai műtéti technikákkal hatásosabban tudják ezeket gyógyítani, ami meghosszabbítja életüket és javítja életminőségüket. A jó egészségi állapot fenntartása és fejlesztése alapvető feltétele a minőségi életnek.
A külső jegyek és az egészségi problémák egyenként bárkinél megjelenhetnek, de a Down-szindrómások között mindegyik nagyobb arányban fordul elő, így náluk gyakrabban jelenik meg több tünet együtt – ugyanakkor egyik tünet megjelenése sem törvényszerű. A Down-szindrómás emberek egészségi jellemzői, értelmi és egyéb képességei és személyiségvonásai nagyon különbözőek lehetnek. Általában barátságosak, őszinték és nyíltszívűek, de ez nem jelenti azt, hogy ne lenne saját személyiségük vagy hogy ne reagálnának a környezetükre adekvátan.

## Kialakulása
A szervezet működéséhez és növekedéséhez szükséges információkat a gének tartalmazzák, amelyek az emberi sejtekben 23 pár kromoszómába rendeződnek. Szaporodás során az ivarsejtek kettéosztódnak, az utód mindkét szülő kromoszómapárjainak felét kapja meg, azaz 23-at az apától és 23-at az anyától. Ismeretlen okból azonban előfordulhat, hogy egy kromoszómapár nem osztódik ketté és az egyik szülőtől az utód duplán kap meg egy kromoszómát. Ha ez a 21. kromoszómával történik, akkor Down-szindróma alakul ki. A 21-es kromoszóma triplázódása megjelenhet minden sejtben (21-es triszómia), a sejtek egy részében (mozaik Down-szindróma), vagy a számfölötti, harmadik 21-es kromoszóma más kromoszómákhoz csatlakozhat (transzlokációs Down-szindróma).

## Típusai

### 21-es triszómia, T21 (47,XX,+21)

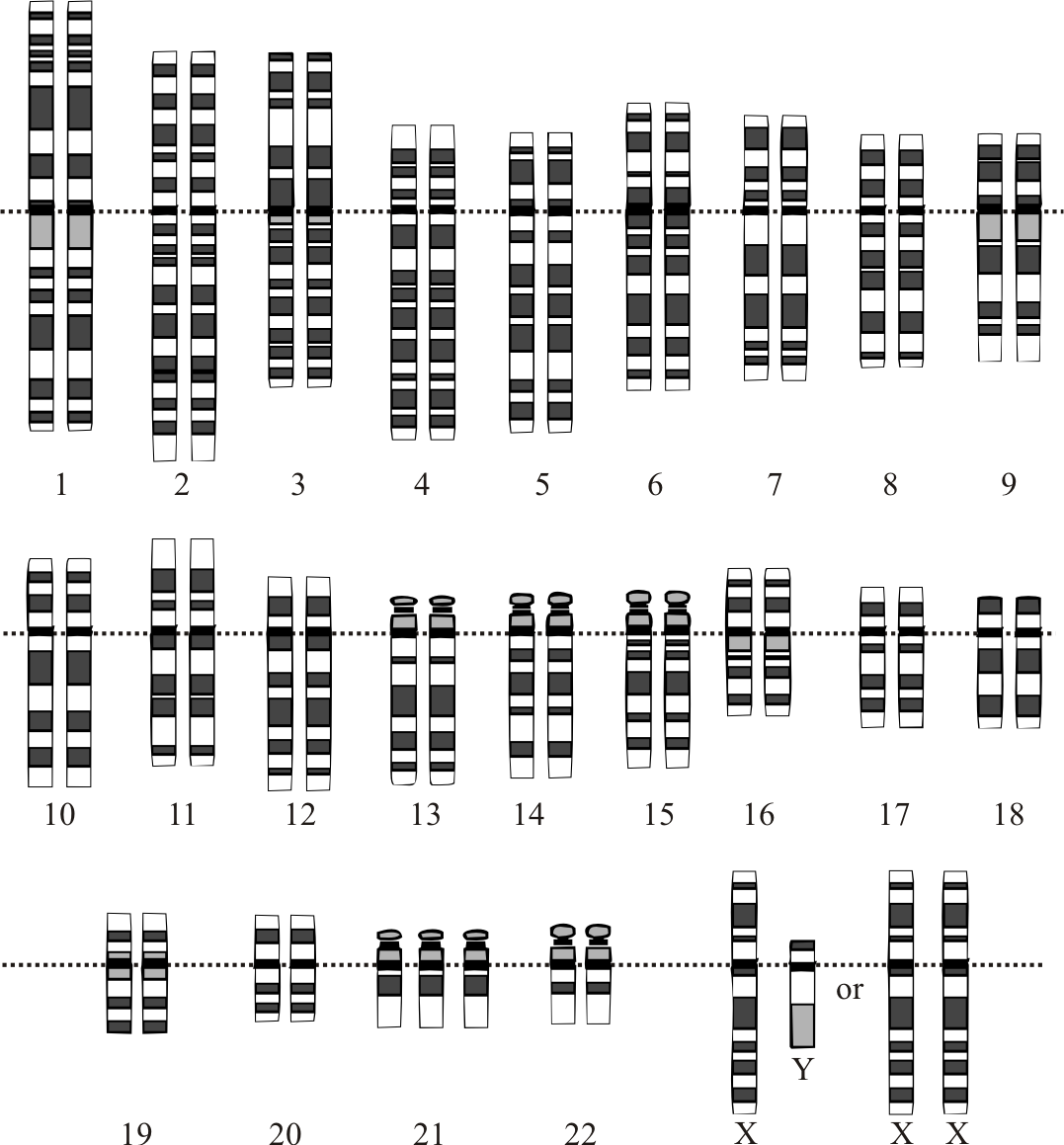
A 21-es triszómia karyotípusa

A Down-szindróma leggyakoribb oka (95%). A hibásan osztódott, tripla 21-es kromoszóma a további sejtosztódások során minden sejtbe tovább másolódik. A 21-es triszómia véletlenszerűen fordul elő, sem az anya, sem az apa életmódja nem befolyásolja a megjelenését.

### Mozaik Down-szindróma (46,XX/47,XX,+21)
A Down-szindrómát 1-2%-ban okozó mozaik Down-szindróma esetén a 21-es kromoszóma triplázódása a test sejtjeinek csak egy részén áll fenn. A mozaik Down-szindróma megjelenése is véletlenszerű, tünetei a 21-es triszómiához hasonlóak.

### Transzlokációs Down-szindróma
Ha a szám feletti 21-es kromoszóma egy másik kromoszómapárhoz kapcsolódik, akkor transzlokációról beszélünk (az esetek 2-3%-a). A transzlokációs Down-szindróma öröklődő, ezért további gyerekvállalás esetén a szülők genetikai vizsgálata javasolt.

## Szocializáció, integráció
Az oktatás és fejlesztés nagyon fontos, amit már csecsemőkorban érdemes elkezdeni.
A korai gyógypedagógiai fejlesztések segítségével a Down-szindrómás gyerekek szinte mindent meg tudnak tanulni. A fejlesztésben részt vevő gyerekek 1-4 éves korban járni kezdenek, megtanulnak beszélni és „szobatisztává” válnak. Ezeknek a gyerekeknek jó az utánzóképességük, szívesen tanulnak. A többségi iskolákban tanuló Down-szindrómás gyerekek és fiatalok teljesítménye minden területen évekkel haladja meg a speciális iskolákban tanulók eredményeit.
Fiatal felnőttként bizonyos szakmákat, betanított munkákat jól elsajátítanak, amivel saját keresetük is lehet. Külföldön számos példa van arra is, hogy magasabb szintű képzést igénylő vagy kreatív munkákat végeznek: van közöttük ruhatervező, pedagógus asszisztens, jelnyelvi tanár, étteremvezető, riporter, önkormányzati képviselő, sőt polgármester is. Holland mintára Magyarországon is létesültek kiscsoportos lakóotthonok, ahol segített önálló életet élhetnek. Ezek az emberek ugyanúgy képesek részt venni a kultúrában és a sportban, mint bárki más. Még arra is van példa, hogy egy Down-szindrómás fiatal több diplomát szerez.
Néhány magyar példa:
- „A ZENE MINDENKIÉ” Egyesület
- Parafónia Zenekar [9]
- „Nemadomfel” Együttes
- Baltazár Színház
- Sarokház Lakóotthon Hastánc Együttese
- Down Alapítvány Kézműves Műhelye
- A Magyar Értelmi Fogyatékosok Sportszövetségének Sportolói
- Kemence Varázsa Fazekasműhely
- „Mindenkinek becsengettek!” program
- Hangadók zenekar

## Magzatkori felismerésének lehetőségei

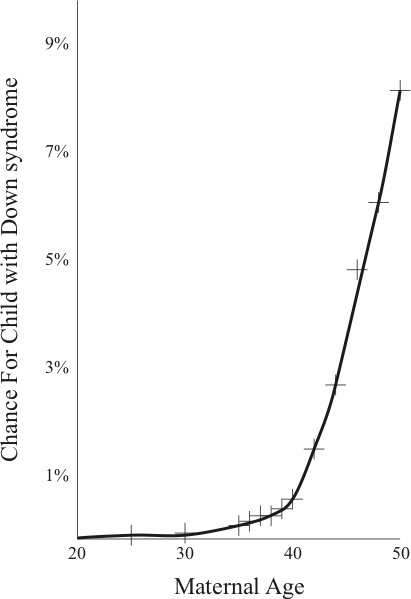
A Down-szindróma előfordulásának gyakorisága az anya életkorával nő

A Down-szindróma szűrésének lehetőségei:
- Ultrahangvizsgálat: tarkóredő- és orrnyeregmérés, a szívfejlődési rendellenesség kizárása
- AFP-szűrés (alfa-fetoprotein-szűrés): a terhesség 16. hetében vett anyai vérminta alapján végzett vizsgálat
- Amniocentézis (magzatvízcsapolás): a terhesség 10. hetétől végezhető vizsgálat
- Coelocentézis: a terhesség 10. hetétől végezhető, a sejteket a hasüregből nyerik

Előfordulási aránya kb. 650 terhesség és 1000 szülés közül 1. Magyarországon évente 150-200 Down-szindrómás esetet jelentenek be. Gyakorisága az anya életkorával nő, de a Downos gyermekek 75%-át 35 év alatti nők szülik. 30 éves anyánál 1/1000, 40 éves anyánál 1/100 az esély Down-szindrómás magzatra. Az apa kora 50 év felett játszik szerepet.

## Világnapja
A Down-szindróma-világnapot (angolul: World Down Syndrome Day, WDSD) március 21-én tartják. Magyarországon 2009 óta minden évben rendeznek ünnepi megmozdulásokat ilyenkor.

## A Down-szindrómások nyelvi fejlődése
A Down-szindrómások nyelvi fejlődése jellemzően lassabban indul meg, mint tipikus fejlődésnél, de az egyéni eltérések a nyelvfejlődésben is nagyok. Előfordul, hogy csak később veszik fel a szemkontaktust, később kezdenek mosolyogni és csak 18 hónapos koruk körül kezdenek el beszélni. Nyelvi képességeik később is elmaradhatnak az ugyanolyan intelligenciaszintű, nem Down-szindrómás egyénektől, elsősorban az aktív nyelvhasználatot tekintve. Sokan felnőttként is csak egyszerűbb nyelvtani szerkezeteket tudnak használni. Lemaradásukat artikulációs problémák (nyelvük megvastagodott, duzzadt) és gyakran nagyothallás is súlyosbítják. Sokat segítenek kommunikációjukban a nem verbális eszközök, a képcsere (PECS), a jelbeszéd, vagy a bár verbális, de látható jelnyelv (augmentatív kommunikáció).